# 金色宮殿
《金色宮殿》（羅馬化：Wiman See Thong）是一部由The ONE Enterprise與Pordeekum Company聯合發行，塔那帕特·卡維拉、迪爾娜·弗利波、萍吉拉·斯莉雯查潘及莎婉雅·派莎恩帕雅領銜主演的都市愛情連續劇。改編自作家克里察娜·阿索克辛的小說作品《愛恨情仇》。2024年1月22日起每周一至周二在泰國One 31台首播。
此剧是演员黛安娜·芙丽珀继2022年离开前东家后接演的首部剧集作品。

## 劇情簡介
當「他」介入的時候，三姊妹間的感情必須改變！Phumaret（塔那帕特·卡維拉 飾）決定引誘三位女繼承人Tathong（萍吉拉·斯莉雯查潘 飾）、Roithong（迪爾娜·弗利波 飾）和Rinthong（莎婉雅·派莎恩帕雅 飾）來報復Worathip家族。表面深愛著他面前的三姊妹，背地裡卻慢慢地摧毀她們的姊妹情誼。

## 演員陣容
註：括號內的演員姓名為小名。

### 主要演員
- 塔那帕特·卡維拉（Film） 飾演 Phumaret Phamonchai（Phum）
- 迪爾娜·弗利波（Diana） 飾演 Roithong Worathip（Song）
- 萍吉拉·斯莉雯查潘（Jeab） 飾演 Tathong Worathip（Nueng）
- 莎婉雅·派莎恩帕雅（Nana） 飾演 Rinthong Worathip（Lek）

### 其他演員
- 杜婉達·董卡瑪尼（Tuk） 飾演 Sukanya Worathip（Su）
- 普拉瓦特·曼努普拉塞特（Tom） 飾演 Phong
- 杰克里特·阿瑪拉特（Ton） 飾演 Chom
- 納塔雅·查恩容（Pu） 飾演 Suree
- 尤金·塔那納特（Draft） 飾演 Naruecha（Cha）
- 魯薩米凱·法格倫德（James） 飾演 Luknam（Nam）
- 查诺泰·如昂通（Nest） 飾演 Matthiya（Ma）

## 劇集迴響

### 泰國電視收視
- 收視最低的集數以藍色表示，收視最高的集數以紅色表示，而空格則表示該集的收視沒有相關數據。

| 集數 No.   | 播放日期      | 播放時段 (UTC+07:00) | 15+收視率 | 來源 |
| ---------- | ------------- | -------------------- | --------- | ---- |
| 1          | 2024年1月22日 | 星期一 20:30         | 1.68      |      |
| 2          | 2024年1月23日 | 星期二 20:30         | 1.55      |      |
| 3          | 2024年1月29日 | 星期一 20:30         | 1.76      |      |
| 4          | 2024年1月30日 | 星期二 20:30         | 1.75      |      |
| 5          | 2024年2月5日  | 星期一 20:30         | 1.70      |      |
| 6          | 2024年2月6日  | 星期二 20:30         | 1.91      |      |
| 7          | 2024年2月12日 | 星期一 20:30         | 1.67      |      |
| 8          | 2024年2月13日 | 星期二 20:30         | 1.64      |      |
| 9          | 2024年2月19日 | 星期一 20:30         | 1.51      |      |
| 10         | 2024年2月20日 | 星期二 20:30         | 1.98      |      |
| 11         | 2024年2月26日 | 星期一 20:30         | 2.16      |      |
| 12         | 2024年2月27日 | 星期二 20:30         | 2.21      |      |
| 13         | 2024年3月4日  | 星期一 20:30         | 2.38      |      |
| 14         | 2024年3月5日  | 星期二 20:30         | 2.18      |      |
| 15         | 2024年3月11日 | 星期一 20:30         | 2.74      |      |
| 16         | 2024年3月12日 | 星期二 20:30         | 3.33      |      |
| 平均收視率 | 平均收視率    | 平均收視率           | 2.01      | 1    |

^1  基於每集的平均觀眾份額。

## 製作
One 31於2023年11月28日的線上推介會「oneสนั่นจอ 2024」釋出剧集預告片。

## 外部連結
- 豆瓣电影上《金色宮殿2024》的資料 （简体中文）
- MyDramaList上的《金色宮殿2024 （页面存档备份，存于）》（英文）

## 電視節目的變遷
| 泰國 One 31 星期一至星期二 20:30－22:00     | 泰國 One 31 星期一至星期二 20:30－22:00   | 泰國 One 31 星期一至星期二 20:30－22:00 |
| ------------------------------------------- | ----------------------------------------- | --------------------------------------- |
|                                             | 金色宮殿 （2024年1月22日－2024年3月12日） |                                         |
| 第二次機會 （2023年11月7日－2024年1月16日） | 婚姻戰爭 （2024年3月18日－）              |                                         |